# 도날드 반하우스
도날드 반하우스(Donald Gray Barnhouse 1895년 3월 28일 – 1960년 11월 5일)는 미국의 기독교 설교가, 목사, 신학자, 라디오 방송가 및 작가였다. 그는 1927년부터 1960년 사망할때까지 펜실베이니아 필라델피아의 십장로교회 목사로 있었다. 라디오 방송가로서 그가 출현한 프로그램 인 성경 공부 시간 (Bible Study Hour )은 지금도 Barnhouse & Bible 로 방송되고 있다.

## 저서
- Acts (1979), Zondervan
- Bible Truth Illustrated (1979), Keats
- The Cross Through the Open Tomb (1961), Eerdmans Publishing
- Genesis (1970), Zondervan, 2 vols.
- God's Methods for Holy Living (1949), Revelation Publications
- Guaranteed Deposits (1949), Revelation Publications
- The Invisible War (1965), Zondervan
- Let Me Illustrate (1967), Revell
- Revelation (1971), Zondervan
- Romans (1982), Eerdmans Publishing, 4 vols.
- Teaching the Word of Truth (1940), Eerdmans Publishing
- Thessalonians (1977), Zondervan
- Words Fitly Spoken (1969), Tyndale House Publishers
- Your Right to Heaven (1977), Baker Book House